# Lisa Lopes
Pour les articles homonymes, voir Lopes.
Lisa Lopes, aussi connue sous les noms Left Eye, N.I.N.A. et Nikki, est une rappeuse, chanteuse, parolière et actrice américaine, née le 27 mai 1971 à Philadelphie et morte le 25 avril 2002 à La Ceiba, au Honduras.
Elle se popularise dans les années 1990 et 2000 comme membre du groupe TLC. Elle contribue aux voix secondaires et aux parties rap dans plusieurs chansons du groupe comme Ain't 2 Proud 2 Beg, What About Your Friends, Hat 2 da Back, No Scrubs, Waterfalls, I'm Good at Being Bad, et Girl Talk. Elle compte quatre Grammy Awards pour sa collaboration avec TLC. En 2002, Lopes se tue lors d'un accident de voiture. Elle est éjectée du véhicule qu'elle conduit et tuée sur le coup. Les derniers jours de sa vie sont racontés dans un documentaire intitulé The Last Days of Left Eye diffusé sur la chaîne américaine VH1 en mai 2007.

## Biographie

### Jeunesse
Lisa Nicole Lopes est née le 27 mai 1971, à Philadelphie, en Pennsylvanie, fille de Wanda, une couturière afro-américaine, et de Ronald Lopes, un sergent de la United States Army originaire du Cap-Vert,. Elle a un petit frère, Ronald, et une petite sœur, Raina. Son père est décrit par la critique musicale Jacqueline Springer comme strict, « oppresseur », et à cheval sur la discipline. Elle était une « musicienne talentueuse » et jouait de l'harmonica, de la clarinette, du piano, et du saxophone.
Les parents de Lopes se séparent quand elle est encore enfant ; elle est élevée par sa grand-mère maternelle à la fin de son enfance. Elle joue du clavier à l'âge de cinq ans, et compose plus tard ses propres chansons. À 10 ans, elle lance son trio musical, The Lopes Kids, avec son frère et sa sœur, aux côtés desquels elle chante du gospel dans des églises locales. Elle étudie à la Philadelphia High School for Girls.

### TLC
À 19 ans, après que son compagnon de l'époque lui a parlé d'un casting pour engager les membres d'un nouveau girl group, Lopes part pour Atlanta afin d'auditionner. TLC est lancé sous le nom de 2nd Nature. Le groupe est rebaptisé TLC, un acronyme des prénoms des trois membres : Tionne, Lisa et Crystal. Rien ne se passe comme prévu avec Crystal Jones ; la manager de TLC, Perri « Pebbles », recrute Rozonda Thomas. Pour garder le nom du groupe, Rozonda se renomme Chilli, un surnom choisi par Lopes. Tionne Watkins devient « T-Boz », dont la première lettre est dérivée de son prénom et Boz (un argot pour « boss »). Lopes se surnomme « Left Eye », d'après un compliment qu'elle a reçu d'un homme se disant attiré par son œil gauche. Par ailleurs T-Boz (Tionne Watkins) interviewée par Larry King en 2017, rapportera que l'inspiration du surnom « Left Eye » viendrait de Michael Bivins du groupe New Edition qui la surnommait "Lefty".
Le groupe se lance dans la musique en 1992 avec l'album Ooooooohhh... On the TLC Tip. Avec quatre  singles, il se vend à six millions d'exemplaires à l'international. 1994 assiste à la publication de CrazySexyCool, qui se vend à plus de 23 millions dans le monde, consolidant ainsi la popularité de TLC. Le troisième album de TLC, FanMail, est publié en 1999 et compte 14 millions d'exemplaires vendus à l'international. À l'enregistrement de FanMail, des divergences entre les membres font surface. Dans l'édition de mai 1999 du magazine Vibe, Lopes explique : « J'ai grandi depuis. Je ne suis pas restée à 100 % derrière TLC et la musique qui est censée me représenter »,.

### Carrière solo
Après la publication de l'album FanMail, Lopes se consacre à sa carrière solo. En 1997, Lopes est invitée par Lil' Kim pour rapper sur le morceau Not Tonight (Ladies Night Remix) aux côtés de Da Brat, Missy Elliott et Angie Martinez. En 1999, elle participe à d'autres singles dont Never Be The Same Again de Melanie C du groupe Spice Girls, qui atteint les classements de 35 pays (dont le Royaume-Uni), et U Know What's Up, le premier single du deuxième album de Donell Jones intitulé Where I Wanna Be. Elle chante également un verset sur la chanson Space Cowboy avec 'N Sync sur leur album, No Strings Attached publié en 2000. Le 4 octobre 2000, Lopes anime les MOBO Awards avec Trevor Nelson, où elle chante U Know What's Up avec Jones,. Elle collabore aussi sur Gimme Some de Toni Braxton, extraite de son album The Heat.
En 2001, elle participe à une publicité pour Gap Inc. Trois ans plus tôt en 1998, Lopes anime la série The Cut sur MTV. En juillet 2001, Lopes participe au jeu télévisé Who Wants to Be a Millionaire aux côtés de Joey McIntyre, Tyrese, Nick Lachey, et Lee Ann Womack.
En 2001, elle publie l'album Supernova dont est extrait le single The Block Party. Cet album a eu la particularité de sortir partout sauf aux États-Unis. À la suite de problèmes avec sa maison de disques, elle signe avec Suge Knight de Death Row sous l'acronyme N.I.N.A où elle avait commencé à enregistrer quelques titres. Après la tournée du FanMail Tour, Lisa décide de prendre du recul avec le monde de l'audimat et entame une pause musicale avec TLC, préférant se concentrer sur une carrière solo et une pause spirituelle. En 2002, elle séjourne au Honduras où elle décide de tourner un documentaire journalier qui aboutira à un accident de voiture dans lequel elle perd la vie.
En 2008, la famille de Lopes décide de travailler avec les producteurs de Surefire Music Group pour un album posthume en son honneur, Eye Legacy. À l'origine prévue pour le 28 octobre 2008, la date de sortie est repoussée pour le 11 novembre, puis pour le 27 janvier 2009.

### Mort

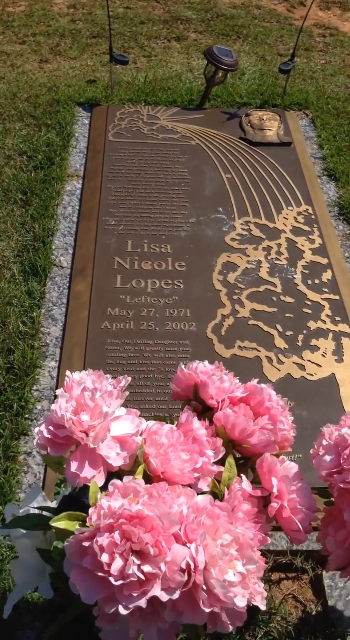
Tombe de Lisa Lopes.

Lisa Lopes se tue dans un accident de la route en 2002 au Honduras où elle passait des vacances. Alors qu'elle tentait de doubler un camion, au volant de son Montero Sport, et afin d’éviter une collision frontale avec un véhicule circulant en sens inverse, Lisa a fait une embardée mais n'est pas parvenue à parer le choc : sa voiture quitte la route, fait plusieurs tonneaux puis heurte deux arbres. L'accident aurait été causé par une vitesse excessive du véhicule. Lisa et trois autres passagers sont projetés par les vitres de la voiture. Elle meurt instantanément des suites de ses blessures au cou et d'un traumatisme crânien sévère. Tous les autres passagers s'en sont sortis indemnes.
Le passager sur le siège avant était en train de filmer. Les dernières secondes qui ont précédé l'accident mortel ont donc été enregistrées sur vidéo, dans laquelle on peut voir que Lisa Lopes n'avait pas mis sa ceinture de sécurité. La vidéo de l'accident devait, à l'origine, constituer un film de vacances sous forme de journal intime filmé par Lisa pendant une retraite spirituelle de 30 jours au Honduras avec des membres de sa famille et les membres du groupe RnB Egypt. Lisa s'était rendue au Honduras pour la construction d'un centre éducatif pour des enfants défavorisés sur les 320 000 m2 de terres qu'elle possédait.
Le film contient également un autre drame filmé de manière impromptue : quelques jours avant sa mort, alors que cette fois-ci Lisa était passagère, un garçon de dix ans a été renversé par le véhicule de Lisa Lopes conduit par son assistant personnel alors que quelqu'un était en train de filmer à l'intérieur du véhicule. Le lendemain, l'enfant est décédé à l'hôpital des suites de ses blessures.
Wanda Lopes, sa mère, fait un procès à Mitsubishi pour défaut de construction, car sa ceinture s'est déchirée lors de l'accident et que le Montero était enclin à une instabilité sur la route selon une étude de 2001 du Consumer Reports, équivalent du magazine français Que choisir.

## Discographie

### Albums studio
- 2001 : Supernova
- 2002 : N.I.N.A. (jamais publié en raison de son décès)

### Compilation
- 2009 : Eye Legacy

### EPs posthumes
- 2009 : Forever... The EP
- 2013 : Reigndrops in My Lefteye (avec Reigna Lopes)